# Люнне
Люнне (нем. Lünne) — община в Германии, в земле Нижняя Саксония.
Входит в состав района Эмсланд. Подчиняется управлению Шпелле. Население составляет 1868 человек (на 31 декабря 2010 года). Занимает площадь 30,3 км².

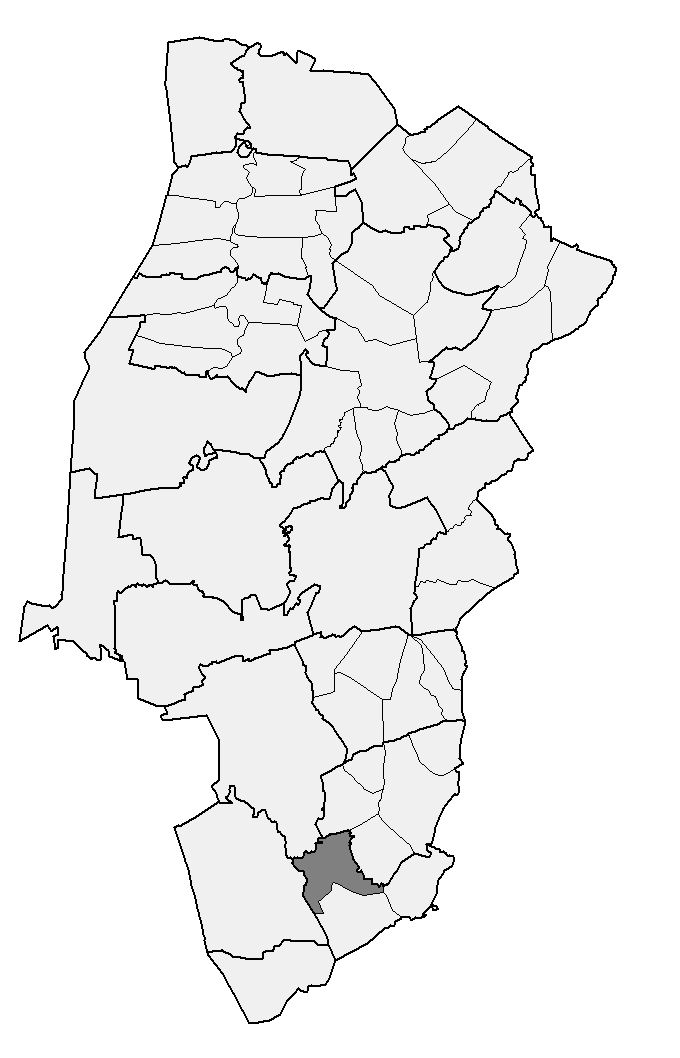
Люнне